# Георги Кендеров (политик)
Георги Петров Кендеров е български адвокат, общественик и политик. Народен представител в  XXV обикновено народно събрание.

## Биография
Роден е на 13 април 1897 г. в Пазарджик в семейството на Петър Коцев Кендеров и жена му Бинка. Има двама братя: Стоян и Димитър, и две сестри: Катя и Елена. Завършва мъжката гимназия в родния си град (1915). Мобилизиран е през Първата световна война. През 1917 г. е произведен в чин подпоручик.
След войната следва право в Юридическия факултет на Софийския университет и завършва през 1922 г. Работи като адвокат в Пазарджик. Участва активно в културния и обществения живот в града.
Избран е за кмет на Пазарджик през 1934 г.  В началото на 1938 г. е назначен за главен секретар на Министерството на вътрешните работи и народното здраве в правителството на Георги Кьосеиванов. На този пост остава кратко до началото на 1939 г. През 1940 г. е избран за народен представител от Пазарджик в XXV народно събрание.
През март 1943 година Георги Кендеров е един от 43-мата народни представители, подписали инициираното от Димитър Пешев протестно писмо против депортацията на българските евреи.
Осъден е от Втори върховен състав на т.нар. Народен съд на доживотен затвор, лишаване от граждански права, пълна конфискация на имуществото и без право да упражнява адвокатската си професия. Лежи в различни затвори. Освободен е на 12 февруари 1952 г. Издържа се от рисуване, а през 1968 г. е назначен за юрисконсулт на Окръжна болница – Пазарджик, където работи до края на живота си. Умира на 24 март 1970 г.